# Slimbridge AFC
Slimbridge AFC (celým názvem: Slimbridge Association Football Club) je anglický fotbalový klub, který sídlí ve vesnici Slimbridge v nemetropolitním hrabství Gloucestershire. Založen byl v roce 1902. Od sezóny 2018/19 hraje v Southern Football League Division One South (8. nejvyšší soutěž). Klubové barvy jsou modrá a bílá.
Své domácí zápasy odehrává na stadionu Wisloe Road s kapacitou 1 500 diváků.

## Úspěchy v domácích pohárech
Zdroj: 
- FA Cup
  - 3. předkolo: 2006/07
- FA Trophy
  - 1. předkolo: 2007/08
- FA Vase
  - 5. kolo: 2006/07

## Umístění v jednotlivých sezonách
Stručný přehled
Zdroj: 
- 2001–2002: Gloucestershire County League
- 2002–2003: Hellenic Football League (Division One West)
- 2003–2007: Hellenic Football League (Premier Division)
- 2007–2008: Gloucestershire Northern Senior League
- 2008–2009: Gloucestershire County League
- 2009–2010: Hellenic Football League (Division One West)
- 2010–2013: Hellenic Football League (Premier Division)
- 2013–2015: Western Football League (Premier Division)
- 2015–2017: Southern Football League (Division One South & West)
- 2017–2018: Southern Football League (Division One West)
- 2018– : Southern Football League (Division One South)

Jednotlivé ročníky
Zdroj: 
Legenda: Z - zápasy, V - výhry, R - remízy, P - porážky, VG - vstřelené góly, OG - obdržené góly, +/- - rozdíl skóre, B - body, červené podbarvení - sestup, zelené podbarvení - postup, fialové podbarvení - reorganizace, změna skupiny či soutěže
| Sezóny  | Liga                                                 | Úroveň | Z  | V  | R  | P  | VG | OG  | +/- | B  | Pozice |
| ------- | ---------------------------------------------------- | ------ | -- | -- | -- | -- | -- | --- | --- | -- | ------ |
| 2009/10 | Hellenic Football League (Division One West)         | 10     | 30 | 20 | 7  | 3  | 75 | 20  | +55 | 67 | 1.     |
| 2010/11 | Hellenic Football League (Premier Division)          | 9      | 42 | 27 | 7  | 8  | 80 | 52  | +28 | 88 | 5.     |
| 2011/12 | Hellenic Football League (Premier Division)          | 9      | 40 | 21 | 11 | 8  | 79 | 49  | +30 | 74 | 5.     |
| 2012/13 | Hellenic Football League (Premier Division)          | 9      | 36 | 18 | 7  | 11 | 65 | 49  | +16 | 61 | 6.     |
| 2013/14 | Western Football League (Premier Division)           | 9      | 40 | 12 | 7  | 21 | 53 | 70  | -17 | 43 | 16.    |
| 2014/15 | Western Football League (Premier Division)           | 9      | 36 | 20 | 6  | 10 | 55 | 36  | +19 | 66 | 3.     |
| 2015/16 | Southern Football League (Division One South & West) | 8      | 42 | 10 | 12 | 20 | 46 | 57  | -11 | 42 | 18.    |
| 2016/17 | Southern Football League (Division One South & West) | 8      | 42 | 10 | 7  | 25 | 47 | 90  | -43 | 37 | 20.    |
| 2017/18 | Southern Football League (Division One West)         | 8      | 42 | 9  | 8  | 25 | 54 | 130 | -76 | 35 | 20.    |
| 2017/18 | Southern Football League (Division One South)        | 8      | 38 |    |    |    |    |     |     |    |        |